# Burg Pruchnik

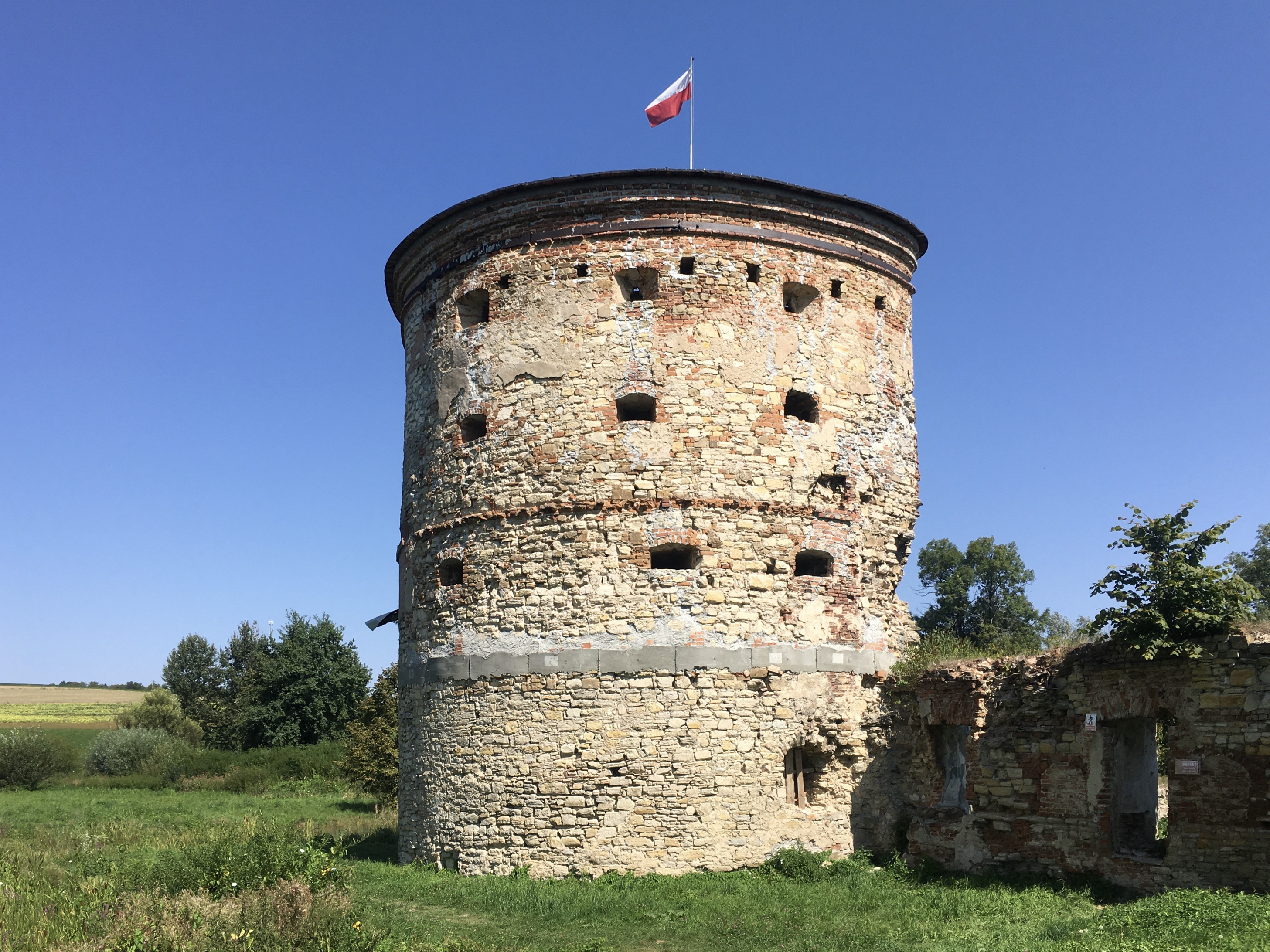
Burg Pruchnik, Ruine einer Bastion

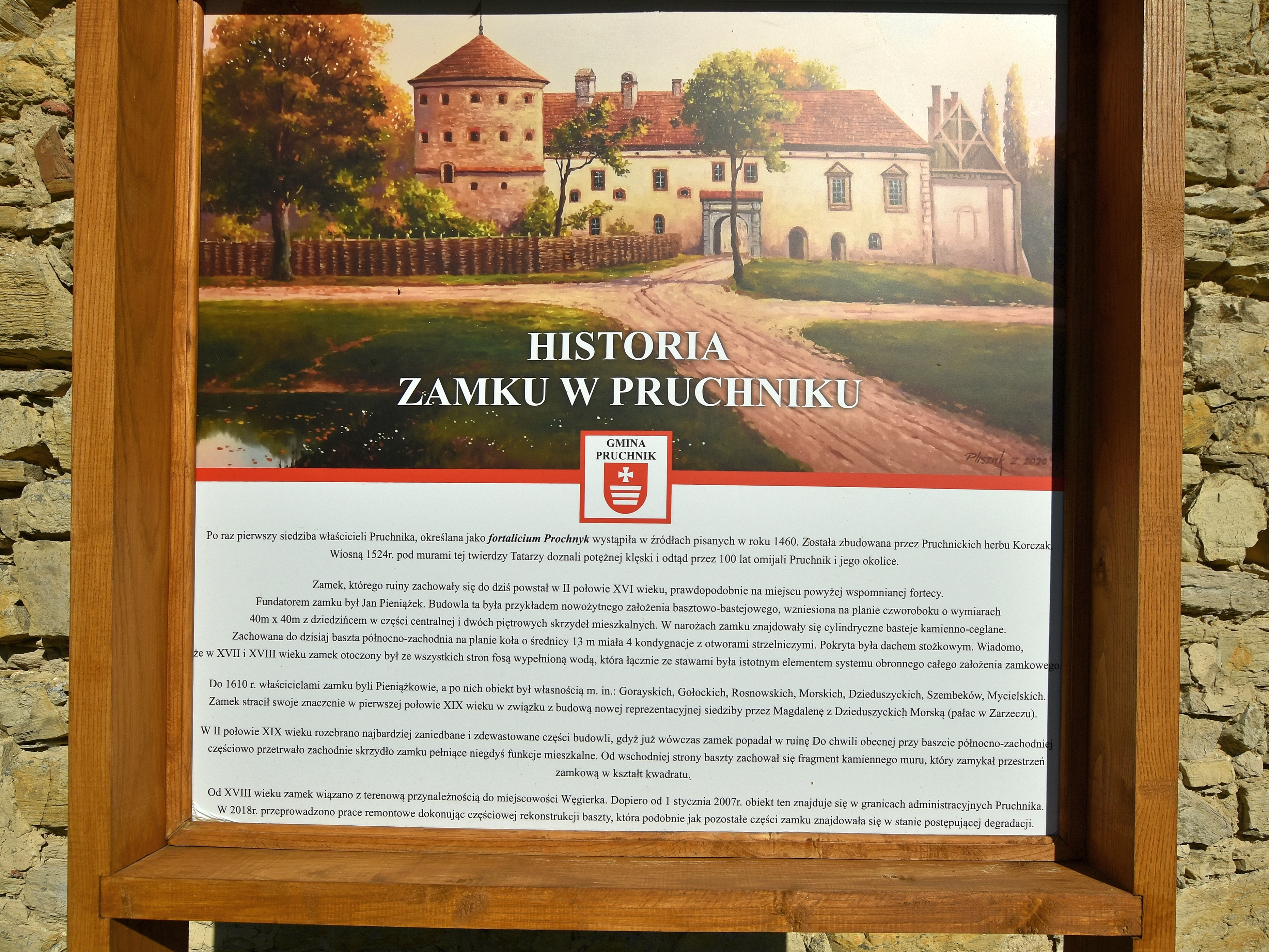
Informationstafel

Die Burg Pruchnik (polnisch Zamek w Pruchniku) ist eine Burgruine in Pruchnik in der Gmina Pruchnik in der polnischen Woiwodschaft Karpatenvorland. Die letzten Besitzer des Schlosses waren die Familien Szembek und Mycielski.

## Lage
Die Burg liegt im Rzeszów-Vorgebirge in der Gemeinde Pruchnik.

## Geschichte
Die Burg wurde um die Mitte des 15. Jahrhunderts am Handelsweg von Jarosław nach Ungarn erbaut. Sie wurde Ende des 15. Jahrhunderts zu einer Festung mit Basteien ausgebaut. Während des Osmanisch-Polnischen Kriegs wurde der Ort 1672 von Tataren geplündert. Kurz darauf brannte die Burg Ende des 17. Jahrhunderts ab und wurde nicht wieder aufgebaut. Sie ist als Ruine erhalten.